# Acraea ama
Acraea ama är en fjärilsart som beskrevs av Pierre 1979. Acraea ama ingår i släktet Acraea och familjen praktfjärilar. Inga underarter finns listade i Catalogue of Life.